# Nîkonți (Ielîseienkove), Sumî
Nîkonți (în ucraineană Никонці) este un sat în comuna Ielîseienkove din raionul Sumî, regiunea Sumî, Ucraina.

## Demografie
Componența lingvistică a localității Nîkonți
     Ucraineană (96,49%)
     Rusă (3,51%)
Conform recensământului din 2001, majoritatea populației localității Nîkonți era vorbitoare de ucraineană (96,49%), existând în minoritate și vorbitori de rusă (3,51%).